# Deeper (Lisa Stansfield)
Deeper è l'ottavo album in studio della cantante britannica Lisa Stansfield, pubblicato il 6 aprile 2018.

## Tracce
1. Everything – 4:11 (Lisa Stansfield, Ian Devaney)
2. Twisted – 3:55 (Stansfield, Devaney)
3. Desire – 4:28 (Stansfield)
4. Billionaire – 3:24 (Stansfield, Devaney)
5. Coming Up for Air – 4:06 (Stansfield, Devaney)
6. Love of My Life – 4:19 (Stansfield, Devaney)
7. Never Ever – 3:53 (Stansfield)
8. Hercules – 4:07 (Stansfield, John Carpenter)
9. Hole in My Heart – 3:42 (Stansfield)
10. Just Can't Help Myself – 4:04 (Stansfield)
11. Deeper – 4:03 (Stansfield)
12. Butterflies – 4:34 (Stansfield)
13. Ghetto Heaven – 4:46 (Ahmir K Thompson, James Jason Poyser, Jeffery Smith, Lonnie Rashid Lynn, Michael "D'Angelo" Archer, Peter Lord Moreland, Sandra Kay St Victor)

## Classifiche
| Classifica (2018) | Posizione massima |
| ----------------- | ----------------- |
| Austria           | 11                |
| Germania          | 7                 |
| Regno Unito       | 15                |
| Spagna            | 93                |
| Svizzera          | 23                |